# Kurfyrstendømmet Köln
Kurfyrstendømmet Köln (ty.: Kurfürstentum Köln eller Kurköln) var et kirkeligt fyrstedømme i det tysk-romerske rige fra midten af 900-tallet til begyndelsen af 1800-tallet. Det udgjorde de områder af ærkebispedømmet Köln, hvor ærkebiskoppen af Köln også udøvede den verdslige magt. Dets område lå i den nuværende tyske delstat Nordrhein-Westfalen. 
Fyrstedømmet styredes af ærkebiskoppen, men sekulariseredes ved mediatisering 1803 med Slutrapport fra den ekstraordinære rigsdeputation.
| - De syv valgmænd vælger Henrik 7. - De syv kurfyrster vælger Henrik 7. (o. 1278-1313) til konge. Kurfyrsterne kan kendes på våbnene over deres hoveder. Fra venstre: ærkebisperne fra Köln, Mainz og Trier, pfalzgreven ved Rhinen, hertugen af Sachsen, markgreven af Brandenburg og kongen af Böhmen. |

51°00′00″N 6°50′00″Ø / 51°N 6.8333°Ø